# ATP Tour World Championships 1990
La edición 21 de la Tennis Masters Cup se realizó del 13 al 18 de noviembre de 1990 en Fráncfort del Meno, Alemania.

## Individuales

### Clasificados
- Stefan Edberg
- Andre Agassi
- Pete Sampras
- Emilio Sánchez
- Boris Becker
- Ivan Lendl
- Andrés Gómez
- Thomas Muster

### Grupo Arthur Ashe
| Resultados Round Robin-Win | Result-Res | -Winner-Winner-Winner-Win | -Score-Score-Score-Score |
| -------------------------- | ---------- | ------------------------- | ------------------------ |
| Stefan Edberg (SWE)        | derrota a  | Andre Agassi (USA)        | 7–6(4), 4–6, 7–6(5)      |
| Stefan Edberg (SWE)        | derrota a  | Pete Sampras (USA)        | 7–5, 6–4                 |
| Stefan Edberg (SWE)        | derrota a  | Emilio Sánchez (ESP)      | 6–7(4), 6–3, 6–1         |
| Andre Agassi (USA)         | derrota a  | Pete Sampras (USA)        | 6–4, 6–2                 |
| Andre Agassi (USA)         | derrota a  | Emilio Sánchez (ESP)      | 6–0, 6–3                 |
| Pete Sampras (USA)         | derrota a  | Emilio Sánchez (ESP)      | 6–2, 6–4                 |

### Grupo Cliff Drysdale
| Resultados Round Robin-Win | Result-Res | -Winner-Winner-Winner-Win | -Score-Score-Score-Score |
| -------------------------- | ---------- | ------------------------- | ------------------------ |
| Boris Becker (GER)         | derrota a  | Ivan Lendl (CZE)          | 1–6, 7–6(2), 6–4         |
| Boris Becker (GER)         | derrota a  | Thomas Muster (AUT)       | 7–5, 6–4                 |
| Boris Becker (GER)         | derrota a  | Andrés Gómez (ECU)        | 4–6, 6–3, 6–3            |
| Ivan Lendl (CZE)           | derrota a  | Thomas Muster (AUT)       | 6–3, 6–3                 |
| Ivan Lendl (CZE)           | derrota a  | Andrés Gómez (ECU)        | 6–4, 6–1                 |
| Thomas Muster (AUT)        | derrota a  | Andrés Gómez (ECU)        | 7–5, 5–7, 6–4            |

| Resultados Etapa Final-Win | -Winner-Winner-Winner-Win | Result-Res | -Winner-Winner-Winner-Win | -Score-Score-Score-Score |
| -------------------------- | ------------------------- | ---------- | ------------------------- | ------------------------ |
| Semifinal                  | Stefan Edberg (SWE)       | derrota a  | Ivan Lendl (CZE)          | 6-4 6-2                  |
| Semifinal                  | Andre Agassi (USA)        | derrota a  | Boris Becker (GER)        | 6-2 6-4                  |
| Final                      | Andre Agassi (USA)        | derrota a  | Stefan Edberg (SWE)       | 5-7 7-6(5) 7-5 6-2       |

| Predecesor: 1989 | ATP World Tour Finals 1990 | Sucesor: 1991 |

- Datos: Q3298032